# Dunaalmás
Dunaalmás é um município da Hungria, situado no condado de Komárom-Esztergom. Tem 14,83 km² de área e sua população em 2015 foi estimada em 1.547 habitantes.